# カナール・アンシェネ
カナール・アンシェネ（Le Canard enchaîné、フランス語発音: [lə kanaʁ ɑ̃ʃɛne]）は、1915年にジャンヌ・マレシャルとモーリス・マレシャルが創刊したフランスの週刊風刺新聞である。フランス最古の新聞の一つであり、特に風刺新聞としては最も長い歴史を誇る。同じく風刺新聞として知られる『シャルリー・エブド』と同様に、報道機関としての独立性を維持するために広告は一切掲載しない方針である。

## 概要
1915年9月10日、ジャンヌ・マレシャルとモーリス・マレシャルが風刺漫画家アンリ＝ポール・デヴォー・ガシエとともに創刊。100年以上の長い歴史を誇る風刺新聞であり、販売部数は各週約40万部。調査報道と過激な風刺画により体制を批判し、政財界の腐敗を暴いてきた。 
政治的立場としてはもともと左派であり、「反体制順応主義（反体制）、反パリ中心主義、平和主義、反教権主義、反軍国主義、要はアナキズム」とされるが、報道の客観性を維持するために左派でも右派でもないと主張する。 実際、社会党ミッテラン政権時代の一連の腐敗を暴いた1981年には売上が73万部に達した。最近では、2017年フランス大統領選挙では有力候補であった中道右派のフランソワ・フィヨン元首相の不正給与疑惑などのスキャンダルを暴いた。
ジョルジュ・クレマンソーが発行した新聞『L'homme libre (自由の人)』が当時の政府を厳しく批判したために検閲を受けて廃刊になり、皮肉を込めて『L'homme enchaîné (鎖につながれた人)』と改名した。マレシャル夫妻はこうした検閲反対、表現の自由、風刺の精神にインスピレーションを受けて、『Le Canard enchaîné (鎖につながれたカモ)』と命名した。"Canard (カモ)" はフランス語のスラングで「新聞」という意味である。
『カナール・アンシェネ』は発行を続けるにつれて人気を博し、1940年に、フランスがナチス・ドイツに占領された期間の一時休刊まで、世論に影響を与え続けた。フランス解放後は発行を再開し、1960年代には、現在の8ページの書式に増やされた。

## 構成
この新聞は、原則8ページで構成されている。1～4ページと8ページは主にニュースと社説である。5～7ページは社会問題（環境問題など）、背景、一般的なユーモアや風刺漫画、文学・演劇・映画などの批評が掲載されている。

## 特徴
発刊初期に貢献した人物は、共産党や社会党のメンバーであったが、1920年代にこれらとの協力関係は解消された。政治的に左派の傾向があるが、現在の新聞社のオーナーは、いかなる政治・経済のグループとの結びつきはない。また、いかなる提携からも強く独立を守っていることで、犯罪の告発といった記事や、偏りのない政党批判を展開している。
注目すべきは、フランスの政治と財界のスキャンダルに焦点を当てている点である。かつて他の主要な新聞は、政治汚職やスキャンダルを追及することに乗り気ではなかった（現在では、それらの新聞も積極的である）。しかし、本紙はその空白を埋めるかのごとく、これらの追及を進んで行った。
しかしながら、最近は改善したとはいえ、国際報道についてはムラがあるともいわれる。これらの情報源は、フランス政府や他のメディアによる報告であることも多い。
有名な記事としては、インチキのインタビュー、一週間をまとめた「Prises de Bec（口論）」や、有名な文章の切り抜き（とはいうものの、出版物での誤植・言葉のおかしな誤用など）、悪名高く謎めいた「Sur l'Album de la Comtesse（伯爵夫人のアルバム）」などがある。
基本的に広告は掲載されていない。

### 影響力の大きい内容
本紙は密告者による情報を含んだ、政治家の「消息筋」や公的行政機関のリークなどを記事にする。フランスにおける政治背景の情報が充実しており、これらの暴露記事によって、内閣の大臣が辞任に追い込まれることもたびたびある。
また、記事の中には、明らかに、非常に高い地位の者が情報源である内容も見られる。シャルル・ド・ゴールはよく標的にされ、本紙が刷り上がる毎週水曜日に「あの忌々しい鳥は何と言っている?（que dit le volatile?）」と述べたとされる。大統領や首相といった国のトップたる政治家が、他の政治家について語ったオフレコが、一字一句記載されることが多い。
また記事には、風刺漫画やジョークも含まれており、事実に基づきながらも、おどけた調子で書かれたコラムもある。ほかにも、国民に影響する話題（雇用者や安全問題に関する企業のスキャンダル、司法の失策、公的機関やサービスの悪態など）もリポートしている。

### 日本からの批判と抗議
本紙の特徴である風刺に対しては、批判と抗議も存在する。
2013年に本紙が、数日前に決定した2020年の東京五輪と福島第一原子力発電所事故をからめ、脚や腕が３本ある力士の横で「すばらしい！フクシマのおかげで相撲が五輪に採用されました」とレポートする人物の風刺漫画を掲載したことに対し、日本の菅義偉官房長官は遺憾の意を述べ、大使館を通じて抗議する意向を示した。これに対して編集長のルイ＝マリー・オローは、「責任をもってこの風刺画を掲載した。いささかも良心に反するところはない」、「ユーモアを使うのは犠牲者の感情を害するためではない。フランスでは悲惨な出来事をユーモアで表現するが、どうも日本ではそうではないらしい・・・在仏日本大使館が抗議したのは、福島ではすべて上手く行っていると言いたいからだ」、「日本は東京五輪を前にして福島について「良いイメージ」を与えたがっているのだ。腹を立てるなら、日本政府の危機管理の仕方に腹を立てるべきだ」、「われわれにではなく東京電力に怒りを向けるべきであり、謝罪するつもりはない」と抗議した。
ただし、翻訳家の野田謙介によればこの漫画は力士の横にいるネルソン・モンフォール (Nelson Monfort) をモデルにした人物を笑いものにすることで、原発事故が起きておきながらオリンピックの開催に浮かれている人々を風刺しているという。抗議などの事態に発展したのは、容姿と発言の出だしが英語（Marvellous）であることから、本来の読者（フランス人）には風刺の対象（ネルソン・モンフォール）が分かるが、日本では知られていない人物のため、理解できる力士のみがクローズアップされたためであるという。また野田はこの作品は風刺としては表現が安易であり、本紙も「あまり真面目な新聞ではない」と評している。
また、『フィガロ』紙東京特派員のレジス・アルノーは、「仏紙の風刺画は被災者を傷つけたか」と題する記事で、「風刺は不可侵の権利である。事実、カナール・アンシェネはフランスで最も信頼され、最も販売部数の多い週刊紙だ。同紙の歴史は第一次大戦中、前線からの悪いニュースを検閲する政府への抗議から始まった。以来、調査報道と過激な漫画で無数の腐敗を暴いてきた」と説明し、「福島原発の事故は漫画が引き起こしたものではない。自然災害と、今日まで続く政府の対応の悪さだ。安倍晋三首相が福島の状況は「コントロールされている」と発言してから間もなく、東京電力は「コントロールされていない」とコメントした。このような軽々しい言動をもとに、私たちジャーナリストはどんな記事を書けばいいというのか？」と抗議した。さらに、『カナール・アンシェネ』次号に掲載された次の文章を引用している。
この風刺画の作者カビュは『シャルリー・エブド』にも風刺画を掲載していたが、2015年1月7日のシャルリー・エブド襲撃事件でイスラム過激派に殺害された。